# Al-Hamah
Al-Hamah (tiếng Ả Rập: الهامة; cũng đánh vần al-Hameh) là một ngôi làng trên sông Barada thuộc quận Qudsaya của Rif Dimashq (Damascus Countryside) ở miền nam Syria. Nó nằm ở phía tây thủ đô Damascus của Syria, ngoài Núi Qasioun, và hiện là vùng ngoại ô xa xôi của Damascus. Đó là giữa Qudsaya ở phía nam và Jamraya ở phía bắc. Theo Cục Thống kê Trung ương Syria, al-Hamah có dân số 10.045 trong cuộc điều tra dân số năm 2004. Cư dân của nó chủ yếu là người Hồi giáo Sunni và Kitô giáo Syriac.
Ngôi làng là mục tiêu của các cuộc tấn công và tấn công lặp đi lặp lại của quân đội Israel, đặc biệt là trước khi phá hủy một trại huấn luyện PLO sớm nằm ở ngoại ô làng. Một trong những cuộc tấn công đáng chú ý hơn đã xảy ra trong Chiến tranh Ả Rập-Israel năm 1973; nơi các máy bay chiến đấu của Israel tấn công một nhà máy điện ở giữa làng, phá hủy hoàn toàn và giết chết 87 người.